# Somlószőlős
Somlószőlős è un comune dell'Ungheria di 711 abitanti (dati 2001). È situato nella contea di Veszprém.